# Абдумалік Халоков
Халоков Абдумалік Анвар-огли (узб. Abdumalik Xoloqov Anvar o‘g‘li; 9 квітня 2000, Бухара) — узбецький боксер, олімпійський чемпіон, чемпіон світу, Азії та Азійських ігор серед аматорів.

## Аматорська кар'єра
2018 року став чемпіоном світу серед молоді, здолавши у фіналі Всеволода Шумкова (Росія), та Юнацьких Олімпійських ігор, здолавши у фіналі Максима Галінічева (Україна).
На чемпіонаті Азії 2021 завоював бронзову медаль, програвши у півфіналі Ерденебатину Цендбаатару (Монголія) — 2-3.
На чемпіонаті світу 2021 став срібним призером.
- В 1/16 фіналу переміг Ясина Ляму (Північна Македонія) — 5-0
- В 1/8 фіналу переміг Тадея Чернога (Словенія) — 5-0
- У чвертьфіналі переміг Всеволода Шумкова (Росія) — 5-0
- У півфіналі пройшов без бою Даніала Шахбахш (Іран)
- У фіналі програв Соф'яну Уміа (Франція) — 0-5

На чемпіонаті Азії 2022 став чемпіоном, здолавши у фіналі Серіка Теміржанова (Казахстан).
На чемпіонаті світу 2023 став чемпіоном.
- В 1/16 фіналу переміг Ківіна Аллікока (Гаяна) — 5-0
- В 1/8 фіналу переміг Чарлі Сеньйора (Австралія) — 5-0
- У чвертьфіналі переміг Йосефа Іашаша (Йорданія) — 5-0
- У півфіналі переміг Мунарбека Сеїтбек Уулу (Киргизстан) — RSC-I
- У фіналі переміг Сайдела Орта (Куба) — 5-0

На Азійських іграх 2022, що через пандемію коронавірусної хвороби пройшли 2023 року, став чемпіоном і кваліфікувався на Олімпійські ігри 2024. Здобувши на попередніх стадіях чотири перемоги за очками, у тому числі над Карло Пааламом (Філіппіни) у чвертьфіналі, у фіналі нокаутував Харада Шудай (Японія).
На Олімпійських іграх 2024 став чемпіоном.
- В 1/8 фіналу переміг Небіль Махмуд Ібрагім (Швеція) — 5-0
- У чвертьфіналі переміг Хосе Кілеса (Іспанія) — 5-0
- У півфіналі переміг Чарлі Сеньйора (Австралія) — 5-0
- У фіналі переміг Мунарбека Сеїтбек Уулу (Киргизстан) — 5-0